# ديك ديكي
ديك ديكي (بالإنجليزية: Dick Dickey)‏ مواليد 26 أكتوبر 1926 في إنديانا - الوفاة 03 يوليو 2006، كان لاعب كرة سلة أمريكي. بدأ مسيرته الاحترافية في سنة 1950. تم اختياره من قبل فريق بالتيمور باليتس خلال الدرافت. حمل الرقم 23. بلغ طوله 6 قدم 1 بوصة (1.9 م). اعتزل اللعب في 1952.

## روابط خارجية
- ديك ديكي على موقع إن بي أي (الإنجليزية)
- ديك ديكي على موقع سبورتس رفرنس (الإنجليزية)
- ديك ديكي على موقع كلية كرة السلة في سبورتس رفرنس.كوم (الإنجليزية)
- ديك ديكي على موقع ريلجم (الإنجليزية)
- ديك ديكي على موقع بروبوليرز (الإنجليزية)